# 憲章歌
憲章歌（けんしょうか）は、日本の地方公共団体（市町村および東京都の特別区）が制定する自治憲章に付随して作成される楽曲の総称である。多くは正規の市町村歌とは別個に作成されるが、自治体によっては憲章歌が市歌を兼ねる扱いとされる場合もある。

## 歴史
戦後に地方自治法が施行されて以降、広島市が1950年（昭和25年）に定めた「市民道徳」を嚆矢として地方自治体が「市民憲章」や「市民の誓い」のような名称で市民として在るべき基本方針の採択が1950年代から1960年代前半、地方自治法施行30周年に当たる1977年（昭和52年）から1980年代にかけて相次いだ。京都市では1956年（昭和31年）に京都市市民憲章を採択した際に市民憲章の理念普及を目的に条文をそのまま歌詞として旋律を付けた「京都市市民憲章の歌」が作成され、これが全国における憲章歌の草分けとなっている。
札幌市では1964年（昭和39年）に札幌市民憲章の採択1周年を記念して「市民の歌」が制定されているが、その制定主体は市ではなく外郭団体の札幌市民憲章推進会議とされている。憲章歌の全てが条文をそのまま歌詞として旋律を付けたものではなく、札幌市の「市民の歌」や北九州市の「緑のまちにしませんか」のように憲章の理念実現を呼びかける趣旨で条文からは独立した歌詞を定めた楽曲の方が多い。
京都市や北九州市、金沢市などは正規の市歌・市民歌とは別に憲章歌を定めているが、岩手県二戸市や福井県あわら市、愛知県東海市および豊田市、鹿児島県垂水市など条文に曲を付けた形の憲章歌のみが定められ、市歌と同等もしくは準じた扱いを受けている場合もある。

## 主な憲章歌
- 太字は憲章歌が市町村歌に相当もしくは準じた扱いを受けているもの。★は憲章の条文をそのまま歌詞に転用していることを示す。

### 北海道
- 札幌市 - 市民の歌（1964年）[2]
- 釧路市 - ぼくらのくしろ（2024年）[4]

新設合併前の（旧）釧路市では、1968年（昭和43年）に「市民憲章の歌」（初代）を作成していた。
- 夕張市 - 市民憲章の歌（1972年）★[6]

### 東北地方
- 青森県三戸郡田子町 - 田子町民憲章ふるさと賛歌 ～わがふるさと～ （1983年）[7]
- 岩手県二戸市 - 二戸市「市民憲章」のうた（2015年）★[8]
- 宮城県気仙沼市 - 気仙沼市民憲章の歌[9]

廃止楽曲
- 岩手県水沢市（現：奥州市） - 水沢市民憲章歌

### 関東地方
- 埼玉県飯能市 - 飯能市民憲章讃歌（1984年）
- 埼玉県北足立郡伊奈町 - 伊奈町町民憲章歌[10]
- 千葉県市川市 - 市川市市民憲章歌（1994年）[11]
- 東京都品川区 - We hope for happiness[12]

廃止楽曲
- 埼玉県北葛飾郡庄和町（現：春日部市） - 町民憲章の歌（1986年）★[13]

### 中部地方
- 石川県金沢市 - 金木犀の匂う道（1980年）[14]
- 石川県羽咋市 - 羽咋市市民憲章「ちかい」の歌（1973年）[15]
- 福井県あわら市 - あわら市民憲章（2009年）★[3]
- 愛知県豊橋市 - 豊橋市民愛市憲章テーマソング「つつじ」（2023年）[16]
- 愛知県東海市 - 東海市市民憲章歌（1978年）★[17]
- 愛知県豊田市 - 豊田市民の誓いのうた（2018年）★[18]
- 愛知県蒲郡市 - 蒲郡市民憲章の歌（1973年）

廃止楽曲
- 石川県七尾市 - 願いさやかに（1980年）[19]
- 長野県上伊那郡高遠町（現：伊那市） - 高遠町民憲章歌

### 近畿地方
- 京都市 - 京都市市民憲章の歌（1956年）★[20]
- 大阪府柏原市 - 柏原市民憲章讃歌 ～わがまち柏原～（1998年）

### 中国地方
- 岡山県総社市 - 総社市民憲章の歌（2007年）★[21]
- 岡山県久米郡美咲町 - ～心のふるさと～ MISAKI TOWN（2018年）★[22][23]
- 山口県下松市 - 市民憲章マーチ（1974年）

廃止楽曲
- 島根県松江市 - ふるさと松江
- 山口県光市 - 市民憲章かぞえ歌（1978年）

### 九州・沖縄地方
- 福岡県北九州市 - 緑のまちにしませんか（1981年）[24]
- 鹿児島県垂水市 - 垂水市民憲章の歌（1990年）★[25]
- 沖縄県石垣市 - 石垣市民憲章の歌[26]